# 黎龍鉞
黎 龍鉞（れい りゅうえつ、レ・ロン・ベト、ベトナム語: Lê Long Việt）は、前黎朝大瞿越の第2代皇帝。廟号より黎中宗（ベトナム語: Lê Trung Tông）とも称される。

## 生涯
初代皇帝黎桓の三男。11人の兄弟のうちで父から最も寵愛を受けた。興統元年（989年）に南封王に封ぜられて応天11年（1004年）に皇太子に立てられた。翌年に黎桓の死後、皇帝に即位したが、わずか3日で弟の開明大王黎龍鋌に殺害された。